# Ottensit
Ottensit ist ein sehr selten vorkommendes Mineral aus der Mineralklasse der „Sulfide und Sulfosalze“. Es kristallisiert im hexagonalen Kristallsystem mit der idealisierten Zusammensetzung Na3(Sb2O3)(SbS3)·3H2O ist also chemisch gesehen ein wasserhaltiges Natrium-Antimon-Oxisulfid.
Ottensit ist ein supergenes Produkt der Verwitterung von Stibnit (Antimonit). Er bildet krustenförmige Aggregate von bis zu 1 mm Dicke auf gut ausgebildeten, terminierten Stibnitkristallen von 5 cm Länge und 6 mm Breite. Die Ottensitkrusten bestehen aus kugeligen Aggregaten, deren Durchmesser bis zu 0,3 mm beträgt.

## Etymologie und Geschichte

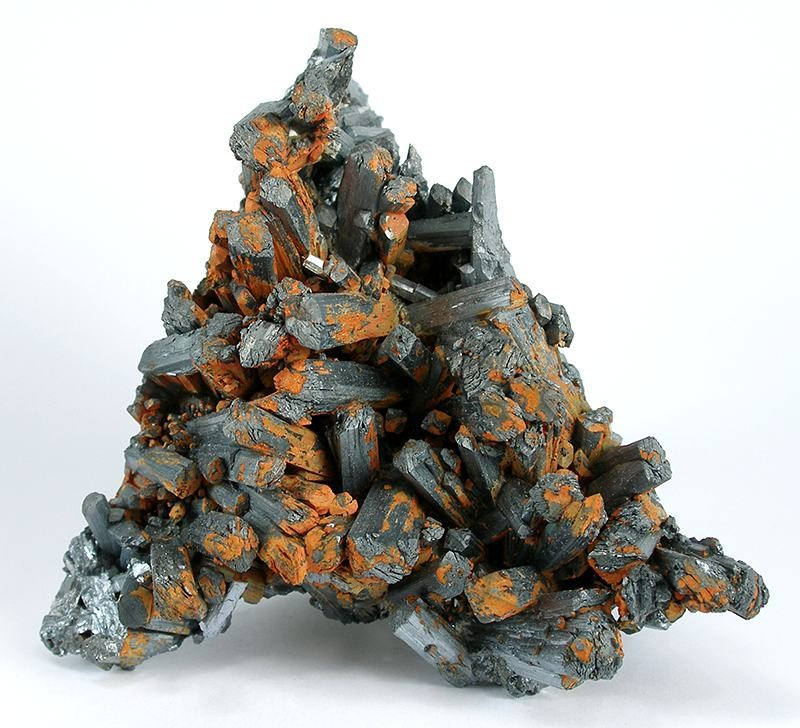
Rotbrauner Ottensit auf Stibnitkristallen aus der Lagerstätte Qinglong, China (Stufengröße: 8,5 cm × 8,3 cm × 4,3 cm)

Das Mineral Ottensit tauchte erstmals im Jahre 2004 auf, wobei das komplette Material sehr wahrscheinlich aus einem Einzelfund mit nur wenigen Dutzend Stufen stammt. Ursprünglich für Cetineit gehalten, stellte sich nach den ersten Analysen heraus, dass ein neues Mineral vorliegen musste, welches einer seit 1988 bekannten synthetischen Verbindung mit der Formel Na3,6(Sb2O3)3(SbS3)(OH)0,6·2,4H2O ähnelt.
Die beiden tschechischen Mineralogen Jiří Sejkora vom Prager Nationalmuseum und Jaroslav Hyršl konnten nach intensiven und aufwändigen Analysen das neue Mineral der IMA vorlegen, die es im Juni 2006 unter der Nummer IMA 2006-014 anerkannte. Sejkora und Hyršl benannten das neue Mineral nach dem Hobbymineralogen und Mineralienhändler Berthold Ottens (* 1942), einem international anerkannten Experten für chinesische Minerale und Lagerstätten, als Ottensit.
Typmaterial (Holotyp) des Minerals wird in der Sammlung des Nationalmuseums in Prag, Tschechien, unter der Katalog-Nr. PIp 1/2006 aufbewahrt.

## Klassifikation
In der veralteten 8. Auflage der Mineralsystematik nach Strunz war der Ottensit noch nicht aufgeführt.
In der zuletzt 2018 überarbeiteten Lapis-Systematik nach Stefan Weiß, die formal auf der alten Systematik von Karl Hugo Strunz in der 8. Auflage basiert, erhielt das Mineral die System- und Mineralnummer II/F.11-025. Dies entspricht der Klasse der „Sulfide und Sulfosalze“ und dort der Abteilung „Sulfide mit nichtmetallischem Charakter“, wo Ottensit zusammen mit Cetineit, Kermesit und Sarabauit eine unbenannte Gruppe mit der Systemnummer II/F.11 bildet.
Die von der International Mineralogical Association (IMA) zuletzt 2009 aktualisierte 9. Auflage der Strunz’schen Mineralsystematik ordnet den Ottensit in die Klasse der „Sulfide und Sulfosalze (Sulfide, Selenide, Telluride, Arsenide, Antimonide, Bismutide, Sulfarsenide, Sulfantimonide, Sulfbismutide)“ und dort in die Abteilung „Oxysulfosalze“ ein. Hier ist das Mineral in der Unterabteilung „Oxysulfosalze von Alkalien und Erdalkalien“ zu finden, wo es zusammen mit Cetineit eine unbenannte Gruppe mit der Systemnummer 2.MA.05 bildet.
In der vorwiegend im englischen Sprachraum gebräuchlichen Systematik der Minerale nach Dana hat Ottensit die System- und Mineralnummer 02.13.03.02. Das entspricht der Klasse der „Sulfide und Sulfosalze“ und dort der Abteilung „Sulfidminerale“. Hier findet er sich innerhalb der Unterabteilung „Sulfide – einschließlich Seleniden und Telluriden – Oxisulfide“ in einer unbenannten Gruppe mit der Systemnummer 02.13.03, in der auch Cetineit eingeordnet ist.

## Chemismus
Mittelwerte aus acht Analysen an Ottensit ergaben Gehalte von 7,44 % Na2O, 0,1 % K2O, 84,64 % Sb2O3, 7,43 % S und 4,60 % H2O. Normalisiert auf 15 Anionen pro Formeleinheit ergibt sich die empirische Formel (Na2,89K0,03)Σ=0,92(Sb2O3)3,03(Sb0,93S2,79)(OH)0,13·3,01H2O, was zu Na3(Sb2O3)(SbS3)·3H2O idealisiert werden kann.
Ottensit ist das natriumdominante Analogon des kaliumdominierten Cetineits und bildet das Endglied einer zumindest diskontinuierlichen Mischkristallreihe mit Cetineit.

## Kristallstruktur
Ottensit kristallisiert hexagonal in der Raumgruppe P63 (Raumgruppen-Nr. 173) mit den Gitterparametern a = 14,1758 Å und c = 5,5712 Å sowie zwei Formeleinheiten pro Elementarzelle.
Eine Einkristall-Strukturanalyse war aufgrund des Fehlens von geeignetem Material bisher noch nicht möglich. Generell sind für Kristallstrukturen von Cetineit-artigen Komponenten die Anwesenheit von eindimensionalen unendlichen Tunneln parallel zur 63-Achse charakteristisch, die durch die Verknüpfung von SbO3-Pyramiden gebildet werden. In der Struktur des Cetineits sitzen Na(H2O)6-Oktaeder Zeolith-artig statistisch verteilt in diesem Tunnel. Die Kalium-Atome befinden sich im Innern des Tunnels und verbinden die Schwefel-Atome der externen SbS3-Pyramiden zu einem dreidimensionalen Gerüst. Die Struktur des synthetischen Na-Analogons ist mit Ausnahme der Besetzung der Alkaliatome identisch. Auch die Aufsplittung der Sb-Atome der SbS3-Pyramiden, verbunden durch eine Pseudo-Spiegelebene, ist in beiden Strukturen vorhanden. Die Wassermoleküle sind nur mit den Atomen der Alkalimetalle verbunden.

## Eigenschaften

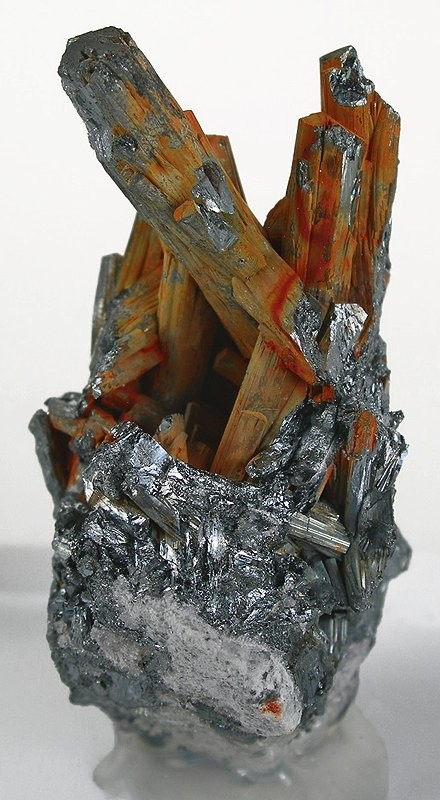
Reich mit Ottensit mineralisierte Stibnitstufe aus der Lagerstätte Qinglong, China (Stufengröße: 5,2 cm × 3,0 cm × 2,9 cm)

### Morphologie
Ottensit aus der „Qinglong Mine“ bildet bis zu 1 mm dicke Krusten auf bis zu 5 cm langen und 6 mm breiten Stibnitkristallen. Die Krusten bestehen aus traubigen bis kugeligen Aggregaten mit Durchmessern bis zu 0,3 mm, die mitunter an „roten Kaviar“ erinnern. Die Aggregate zeigen in den meisten Fällen eine glatte und glänzende Oberfläche, bestehen aber in wenigen Fällen aus deutlichen Kristallen, an denen das hexagonale Prisma {1010} und das Basispinakoid {0001} zu erkennen sind. Radialstrahlige Aggregate aus gut ausgebildeten säuligen Kriställchen sind nur selten beobachtet worden. Ottensit aus der „Miniera di Pereta“ bildet glänzende rötlichbraune Sphäroide mit einem Durchmesser bis zu 0,2 mm, die aus radial angeordneten Einzelkristallen bestehen. Die Sphäroide sind zu traubig-nierigen oder stalaktitischen Aggregate verwachsen.

### Physikalische und chemische Eigenschaften
Die Farbe der Kristalle und Aggregate des Ottensits ist rotbraun (in der „Miniera di Pereta“ gelegentlich mit hell- oder dunkelorangefarbenem Stich), ihre Strichfarbe dagegen immer gelbbraun. Die Oberflächen der opaken, nur in Splittern durchscheinenden Kristalle und Aggregate weisen einen glasartigen Glanz auf.
An den Kristallen des Ottensits wurde keine Spaltbarkeit festgestellt. Das Mineral bricht aufgrund seiner Sprödigkeit aber ähnlich wie Amblygonit, wobei die Bruchflächen uneben ausgebildet sind. Ottensit weist eine Mohshärte von 3,5 auf und gehört damit zu den mittelharten Mineralen, die sich noch etwas leichter als das Referenzmineral Fluorit mit einem Taschenmesser ritzen lassen. Die berechnete Dichte für Ottensit beträgt 4,14 g/cm³.

## Bildung und Fundorte
Ottensit entsteht in der Oxidationszone von antimonreichen Erzlagerstätten als typisches supergenes Alterationsmineral des Stibnits. In der „Qinglong Mine“ kam es nach der Bildung der Stibnitkristalle auf diesen zu einer Kristallisation von Fluorit. Mitunter wurde der Stibnit zum Teil später weggelaugt, wodurch Hohlräume zwischen Stibnit und Fluorit entstanden. Anschließend kristallisierte in diesen Hohlräumen der Ottensit, sie teils komplett ausfüllend, oft aber in ihnen sphärische Aggregate bildend. Ein nicht identifiziertes amorphes Antimonoxid färbt die Fluoritüberzüge auf einigen Stufen gelb. Diese Überzüge wurden gelegentlich als Cervantit bezeichnet, was aber noch nicht analytisch bestätigt ist. In der „Miniera di Pereta“ kristallisiert Ottensit direkt auf Stibnit; zur Paragenese gehören Metastibnit, Quarz, Calcit, Valentinit, Brizziit und Mopungit.
Als sehr seltene Mineralbildung konnte Ottensit bisher (Stand 2016) nur von zwei Fundpunkten beschrieben werden. Die Typlokalität des Ottensits ist die epithermale Antimon-Gold-Lagerstätte der „Qinglong Mine“ (Dachang Mine) im Antimonerzfeld Dachang, Kreis Qinglong, Autonomer Bezirk Qianxinan der Bouyei und Miao, Provinz Guizhou, China. Der weltweit zweite Fundort ist die Antimonlagerstätte der „Miniera di Pereta“ bei Pereta unweit Scansano, Provinz Grosseto, Toskana, Italien.

## Verwendung
Ottensit ist aufgrund seiner Seltenheit ein bei Mineralsammlern begehrtes Mineral.